# Chiesa di Sant'Anna di Teglia
La chiesa di Sant'Anna di Teglia è un edificio religioso del quartiere genovese di Rivarolo. La sua comunità parrocchiale fa parte del vicariato di Rivarolo dell'arcidiocesi di Genova. La chiesa è affacciata su un piccolo sagrato, a cui si accede dalla via Teglia, strada principale del quartiere omonimo, tramite una scalinata a doppia rampa con balaustre in marmo.

## Storia

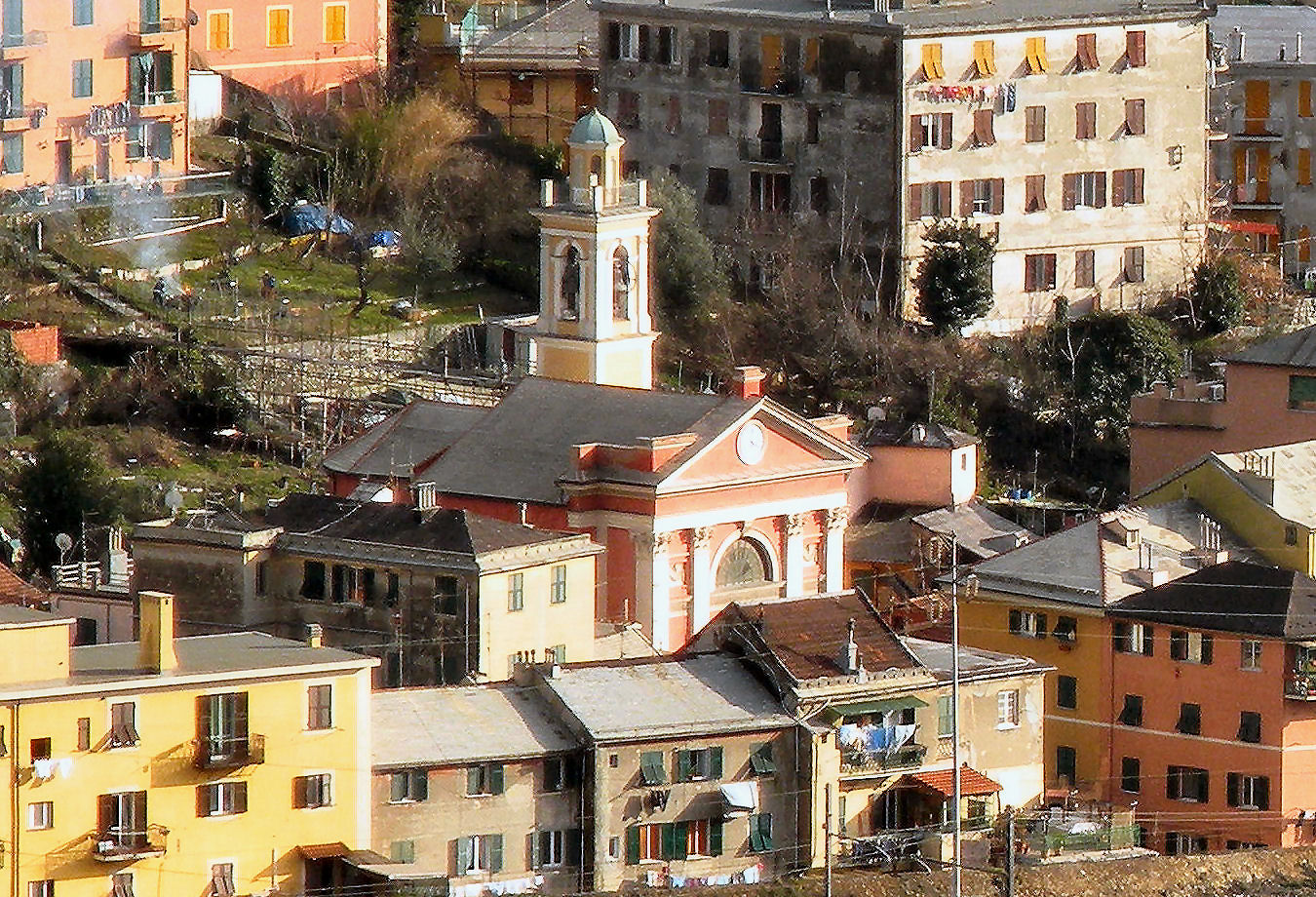
La chiesa e il borgo circostante visti dalla collina di Murta

Nel borgo di Teglia, da tempi remoti luogo di transito in corrispondenza di un guado sul Polcevera, esisteva fin dal 1645 una "cappella laicale sotto la protezione del Senato" intitolata a sant'Anna. All'inizio dell'Ottocento, con la crescita demografica in questa porzione di territorio, la cappella divenne il centro religioso della zona, che fino ad allora gravitava intorno alla chiesa di Santo Stefano delle Fosse, nella località chiamata Campoflorenziano, un chilometro più a sud in direzione di Rivarolo. Si rese quindi necessario costruire un nuovo edificio religioso. I lavori,  su disegno dell'architetto Felice Orsolino, ebbero inizio nel 1834 e vennero completati quattro anni dopo. La nuova chiesa, costruita grazie a sottoscrizioni pubbliche e private (tra i benefattori è citata anche la zia di Giuseppe Mazzini, Antonietta Drago, che vi è sepolta), fu inaugurata il 26 luglio 1838 ed eretta in parrocchia nel 1884 dall'arcivescovo Salvatore Magnasco. Il campanile in stile corinzio fu eretto nel 1881 su progetto di Maurizio Dufour.

## Descrizione

### Esterno
La facciata, in stile neoclassico, è organizzata su un unico registro ma tripartita da lesene sormontate da capitelli corinzi e coronata da un frontone triangolare con al centro un grande orologio della ditta Trebino di Uscio. Ai lati della porta d'ingresso sono collocate due statue in stucco raffiguranti i personaggi biblici Isaia e David, dello scultore savonese Antonio Brilla. Al centro della facciata una grande epigrafe che riporta in latino la dedicazione a sant'Anna e l'anno d'inaugurazione della chiesa, sormontata da un rosone semicircolare. La copertura, sviluppata su due livelli (ribassata in corrispondenza di presbiterio e abside), è in lastre di ardesia.

### Interno
L'interno ha pianta a croce greca, l'abside semicircolare e cappelle alle testate dei bracci. Le pavimentazioni sono in marmi policromi a motivi geometrici.

### Opere d'arte
All'interno sono custoditi un gruppo ligneo raffigurante Sant'Anna e Maria SS.  scolpito nel 1891 da Antonio Canepa e un dipinto ottocentesco del pittore savonese Giuseppe Frascheri (1809-1886), raffigurante Nostra Signora della Provvidenza con San Mauro.